# كارل إريكسون (كاتب)
كارل إريكسون (بالإنجليزية: Carl Erickson)‏ هو كاتب سيناريو أمريكي، ولد في 7 أبريل 1908، وتوفي في 29 أغسطس 1935.

## وصلات خارجية
- كارل إريكسون على موقع IMDb (الإنجليزية)
- كارل إريكسون على موقع قاعدة بيانات الفيلم (الإنجليزية)